# Jerónimo Román de la Higuera
Jerónimo Román de la Higuera, en algunes fonts Ramón de la Higuera o Padre Higuera de Toledo (Toledo, 1538 - 13 de setembre de 1611) va ésser un prevere jesuïta i historiador, autor de falsificacions històriques que van tenir molta repercussió en els historiadors posteriors.
En el moment de la Contrareforma, els països catòlics van donar més importància al culte als sants i, d'altra banda, hi havia una mena de "cursa" per afermar les arrels antigues del cristianisme en cada ciutat. Els pobles volien vincular els inicis del cristianisme local a sants el més antics possible i tenir relíquies als temples que poder venerar. Aquest clima va portar a la falsificació de dades i de relíquies que, en el millor dels casos i sense proves que poguessin determinar-ne clarament l'autenticitat, passaren a arrelar i a donar-se per certes.

## LaCrònica de Dextre
Cap al 1594, Higuera va redactar una crònica que va publicar-se en 1619 (Fragmentum Chronici sive omnimodae historiae Flavii Lucii Dextri Barcinonensis, in lucem editum et vivificatum zelo et labore P. Fr. Ioannis Calderon, Caesaraugustae, apud Ioannem a Lanaia et Quartanet, 1619). L'autor explicava que havia trobat la transcripció d'una obra perduda, escrita per Luci Flavi Dextre i continuada per Marc Màxim i Heleca, autors llatins dels últims temps de l'Imperi. El primer, que va ocupar un càrrec oficial amb l'emperador Teodosi havia viscut al segle IV i era fill de Sant Pacià de Barcelona.
L'obra reescrivia tota la història civil i eclesiàstica de l'antiga Hispània, amb afirmaciones sorprenents, fets històrics inventats i personatges ficticis que es donaven com a autèntics, sobretot bisbes i sants. Així s'aconseguia "demostrar" fets fins llavors discutits. L'arribada del cristianisme a Espanya es vinculava directament a la vinguda dels apòstols Pere i Jaume, a més de Pau de Tars, que durant la seva estada van nomenar deixebles com a bisbes, que es difongueren per tota la península fundant-hi esglésies i diòcesis. Així, la majoria de diòcesis i grans temples podien remuntar els seus orígens no al segle iii o V, sinó directament al I, amb tota una sèrie de "nous sants", la majoria màrtirs, que ocuparen el nom i data al martirologi d'altres sants reals poc coneguts, d'origen romà o asiàtic. Molts municipis aprofitaren aquestes dades per a proclamar sants patrons o fer venerar unes relíquies que s'adquirien llavors a les excavacions de les catacumbes romanes: així, Elx va proclamar Sant Agatàngel de Roma com a patró, creient que, com deia Higuera, era fill de la ciutat; i Lleida ho va fer amb sant Anastasi de Lleida o Mataró amb les santes Juliana i Semproniana. La majoria de tradicions relacionades amb la pretesa vinguda de sant Jaume el Major a Espanya té els seus orígens llavors.
Igualment, algunes famílies nobles trobaren un nou i antiquíssim origen, a més de donar notícia de batalles i victòries fins llavors desconegudes, com la batalla de Clavijo.
Per donar publicitat a l'obra i presentar-la com a autèntica, Román de la Higuera va divulgar-la abans de publicar-la, fent-la objecte d'un debat en el qual ell mateix va intervenir defensant que l'obra no era antiga, amb la qual cosa va guanyar altres defensors. Ja en 1595, Juan Bautista Pérez, bisbe de Sogorb els va considerar falsos i Gregorio d'Argáiz va publicar un llarg tractat en sis volums argumentant-ne l'autenticitat (1667-1675). José de Mariana, un dels historiadors més prestigiosos de l'època era escèptic al respecte, però no els va refutar del tot. La Censura de historias fabulosas (1652), de Nicolás Antonio va presentar-se com a obra definitiva on demostrava que es tractava d'un frau. No obstant això, el frau va arrelar en tot un corrent d'historiografia fins ben entrat el segle xviii, quan encara alguns autors crèduls seguien citant com a autoritat l'obra de Dextre i les que se'n derivaren. Finalment, en va quedar demostrada la falsedat, especialment arran dels esforços de Gregori Maians De fet, la Inquisició va actuar contra Maians pel fet que, descobrint la falsificació, qüestionava assumptes de fe com la vinguda de Sant Jaume a la Península i tot el que se'n derivava.
Així i tot, el temps passat fins llavors havia fet que algunes llegendes haguessin arrelat en el poble, especialment les relatives a l'antiguitat de les esglésies i a sants locals, el culte als quals ja s'havia consolidat i s'havia introduït als santorals i als breviaris. Encara avui, la lectura acrítica d'aquestes fonts ha fet que es tinguin per certes algunes de les afirmacions, o que continuï el culte a sants clarament inexistents o sota advocacions equivocades.